# Bronisław Taraszkiewicz
Bronisław Taraszkiewicz (biał. Браніслаў Тарашкевіч/Branisłaŭ Taraškievič; ur. 8 stycznia?/20 stycznia 1892 w Maciuliszkach koło Ławaryszek, zm. 29 listopada 1938 w Mińsku) – białoruski polityk, poseł na Sejm Rzeczypospolitej, przewodniczący Białoruskiego Koła Poselskiego, przywódca Białoruskiej Włościańsko-Robotniczej Hromady, działacz społeczny, językoznawca, tłumacz, jeden z twórców ortografii języka białoruskiego.

## Życiorys
Urodził się na Wileńszczyźnie w rodzinie chłopskiej. W okresie gimnazjalnym, spędzonym w Wilnie należał do polskich organizacji narodowowyzwoleńczych. Określił się jako Białorusin w czasie studiów na Uniwersytecie Petersburskim, który ukończył w 1916 na wydziale historyczno-filologicznym. Pozostał na uniwersytecie przy katedrze języka rosyjskiego i literatury, pracował również jako nauczyciel greki i łaciny (do 1918).

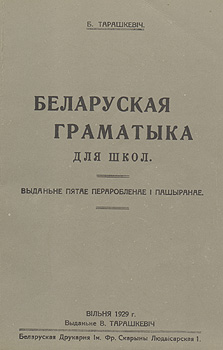
Podręcznik gramatyki wydany w Wilnie 1929, cyrylica

W 1917 został jednym z liderów Białoruskiej Socjalistycznej Gromady, był jej przedstawicielem na I Zjeździe Białoruskich Organizacji i Partii, gdzie wszedł w skład ciała wykonawczego Zjazdu – Białoruskiego Komitetu Narodowego. W 1918 był wykładowcą języka białoruskiego i greckiego w Mińskim Instytucie Pedagogicznym. W tym samym roku wydał pierwszy podręcznik gramatyki języka białoruskiego dla szkół średnich. W 1921 został dyrektorem białoruskiego gimnazjum w Wilnie.
Wszedł razem z Wacławem Iwanowskim w skład Tymczasowej Komisji Rządzącej Litwy Środkowej, powstałej na Wileńszczyźnie po zamachu gen. L. Żeligowskiego, gdzie był dyrektorem do spraw szkół białoruskich (1920–1922). Był delegatem Białoruskiego Komitetu Politycznego na rozmowy z władzami polskimi, Naczelnikiem Państwa Józefem Piłsudskim i premierem Antonim Ponikowskim, gdzie przedstawił postulaty dotyczące oświaty białoruskiej.
W 1922 został wybrany posłem na Sejm Rzeczypospolitej. Został przewodniczącym Białoruskiego Klubu Poselskiego (do 1925). W pracy parlamentarnej w tym okresie optował za autonomią dla Białorusi, walczył z osadnictwem wojskowym, walczył o język białoruski jako urzędowy na ziemiach zamieszkanych przez Białorusinów. M.in. w tym celu prowadził rozmowy z kandydatem na premiera RP Stanisławem Thuguttem. W 1925 wstąpił do Komunistycznej Partii Zachodniej Białorusi, a w listopadzie tegoż roku brał udział w III Konferencji KPZB w Moskwie. W 1925 dokonał rozłamu w Białoruskim Klubie Poselskim tworząc wraz z Szymonem Rak-Michajłowskim Białoruską Włościańsko-Robotniczą Hromadę.
Nowo powstała partia szybko zdobyła wpływy w Białoruskim Komitecie Narodowym w Wilnie, organie koordynującym działalność białoruskich ugrupowań politycznych. W latach 1926–1927 Taraszkiewicz stał na czele komitetu, co wpłynęło na zmianę charakteru organizacji z narodowo-demokratycznego na lewicowy. BWRH szybko rosła w siłę, przejmując kontrolę nad kolejnymi organizacjami białoruskimi. W styczniu 1927 władze polskie zdecydowały się na delegalizację „Hromady” i na uwięzienie jej przywódców, co nastąpiło 15 stycznia 1927. W 1928 Bronisława Taraszkiewicza za działalność komunistyczną skazano na 12 lat więzienia.
Zwolniony z więzienia w 1930, po wyjściu na wolność mieszkał w Gdańsku. 5 lutego 1931 został ponownie aresztowany przez władze polskie, gdy próbował przejechać przez terytorium Polski z Gdańska do Berlina, a w listopadzie 1932 skazany na 8 lat więzienia. W 1933 zgodził się na wyjazd do ZSRR i 3 września 1933 został wymieniony na Franciszka Alachnowicza. W ZSRR pracował jako przedstawiciel krajów bałtyckich w Międzynarodowym Instytucie Rolnym w Moskwie. Aresztowany 6 maja 1937 w czasie „wielkiej czystki”, został rozstrzelany 29 listopada 1938 w Mińsku. Zrehabilitowany 26 stycznia 1957.
Opracowany przez niego system ortografii białoruskiej nazywany jest potocznie taraszkiewicą. Przetłumaczył na język białoruski Pana Tadeusza Adama Mickiewicza oraz Iliadę Homera.
Był masonem, należał do lóż „Prawda” i „Tomasz Zan”.

## Upamiętnienie
Tablice pamiątkowe poświęcone Bronisławowi Taraszkiewiczowi znajdują się m.in. na ścianach domów, w których mieszkał: na ul. Taraszkiewicza w Mołodecznie i na budynku byłego szpitala w Radoszkowicach.
5 marca 1969 jego imię zostało nadane Liceum Ogólnokształcącemu z BJN w Bielsku Podlaskim.